# Paràsit cuapunxegut
El paràsit cuapunxegut
(Stercorarius parasiticus) és una espècie d'ocell de la família dels estercoràrids (Stercorariidae) que a l'estiu habita la tundra a prop de la costa a Groenlàndia, Islàndia, illes Fèriar, nord de les Illes Britàniques i altres illes boreals, nord d'Escandinàvia, cap a l'est, a través del nord de Rússia i Nova Terra fins a la península dels Txuktxis, les illes del Comandant, Kamtxatka, Alaska, nord del Canadà continental i illes àrtiques fins al nord de Labrador. En hivern és pelàgic o costaner, i habita les zones meridionals d'Àfrica i d'Amèrica, Nova Guinea, Austràlia i Nova Zelanda. Als Països Catalans es presenta durant la migració, principalment en primavera.